# 1e Leger (Verenigd Koninkrijk)
Het Britse Eerste Leger (First Army) was een veldleger van de British Army tijdens de Eerste Wereldoorlog en de Tweede Wereldoorlog. Hoewel het onder Brits bevel stond, had het Eerste Leger in de Eerste Wereldoorlog ook Indiase en Portugese eenheden en tijdens de Tweede Wereldoorlog ook Amerikaanse en Franse eenheden.

## Eerste Wereldoorlog
Het Eerste Leger werd op 26 december 1914 opgericht toen de British Expeditionary Force werd verdeeld in het Eerste Leger onder commando van luitenant-generaal Sir Douglas Haig en het Tweede Leger (Horace Smith-Dorrien). Het Eerste Leger bestond uit het Britse 1e Legerkorps, Britse 4e Legerkorps en het Indische Legerkorps. Het Eerste Leger vocht mee tijdens de Slag om Vimy Ridge in mei 1916 en de Slag om Fromelles in juni 1916. Vanaf 1917 omvatte het Eerste Leger het Portugese Expeditiekorps. Het Eerste Leger nam ook deel aan het offensief in 1918 dat de Duitsers uiteindelijk terugdreef.

### Commandanten
- Luitenant-generaal Sir Douglas Haig (1914-1915)
- Generaal Sir Henry Rawlinson (1915-1916)
- Generaal Sir Charles Monro (1916)
- Generaal Sir Henry Horne (1916-1918)

## Tweede Wereldoorlog
Het Eerste Leger vocht ook tijdens de Tweede Wereldoorlog. Het werd gevormd tijdens Operatie Toorts, de geallieerde landingen in Marokko en Algerije in november 1942. Het stond onder bevel van luitenant-generaal Sir Kenneth Arthur Noel Anderson. Het hoofdkwartier van het Eerste Leger werd op 9 november 1942, toen Anderson aankwam in Algiers, in gebruik genomen.
Het leger bestond aanvankelijk alleen uit Amerikaanse en Britse eenheden. Na de overgave van de Franse troepen werden er ook Franse eenheden aan toegevoegd. Het bestond uiteindelijk uit vier legerkorpsen, het Amerikaanse 2e Legerkorps, het Britse 5e Legerkorps, het Britse 9e Legerkorps en het Franse 19e Legerkorps.
Na de landingen in Noord-Afrika rukte de eenheden van Anderson snel op richting om Tunis en Bizerte in te nemen voordat de Duitsers versterkingen konden sturen. Ze faalden echter, gevolgd door een periode van consolidatie. De logistieke ondersteuning van het Eerste Leger werd verbeterd en de vliegvelden voor ondersteunende vliegtuigen werden uitgebreid. Tegen die tijd naderde het Britse Achtste Leger de Tunesische grens en hierdoor kon het Eerste Leger weer toeslaan.
Ondersteund door elementen van de XII Tactical Air Command en No. 242 Group RAF legde het Eerste Leger het meeste gewicht tijdens de Tunesische veldtocht van de 18e Legergroep. Dit resulteerde uiteindelijk in de overwinning op de asmogendheden in Noord-Afrika in mei 1943. Kort na de overgave werd het Eerste Leger ontbonden.